# Сибирско хъски
Сибирското хъски е порода куче, която произлиза от източната част на Сибир. Сибирските хъскита са първоначално селектирани от чукчите в североизточна Азия, по-късно внесени от търговци в Аляска, САЩ и Канада. През 1925 е имало епидемия от дифтерит в Ном в Аляска, и много кучета са били използвани да осигуряват на смени ценните лекарства в покосения от болестта град. Това събитие помага за популяризирането на породата.
Породата попада в категорията Шпицове и примитивни. Физическата им сила и издръжливост на студ ги прави много добри кучета-водачи на впрягове. Обичат тичането, което всъщност им е нужно, за да разтягат своите мускули и им трябва доста да се разхождат ако живеят в апартамент.

## Характер
Хъскито е лоялен семеен компаньон. Не е подозрителен към непознати, но ще пази дома ви от тях. Нежен, предан и бдителен. Нетърпелив да учи. Хъскито е едно независимо, но и послушно, податливо на обучение куче. Обичат вниманието и са внимателни при игра, което ги прави подходящ домашен любимец при отглеждането на малки деца. Избират си един стопанин, но остават предани на цялото семейство.

## Външен вид
Очите са във всички нюанси на синьото – едноцветни или пъстри. Триъгълни уши, разположени близо едно до друго. Тялото е малко по-дълго, отколкото високо. Подобно на унгарската визла няма кучешка миризма. Козината може да бъде дълга или къса, но при двата вида поддръжката (груминга) не е особено трудна. Подкосъмът е мек. Разпространени са най-различни цветове.

## Заболявания

### Очни заболявания
Има три предавани по наследство заболявания: наследствена/младежка катаракта, корнеална дистрофия и прогресивна ретинална атрофия.

#### Наследствена младежка катаракта
Наследствената младежка катаракта се изразява с помътняване на очите на младото куче още на около 3 месечна възраст. Тези катаракти се различават от не-наследствените, които засягат възрастни или остарели кучета. Катарактата води до отслабване на зрението или пълна слепота в някои случаи. Най-често срещаната при сибирското хъски се наблюдава в задния дял на лещата.

#### Корнеална Дистрофия
Корнеалната дистрофия засяга корнеята – външния прозрачен участък на очната ябълка. В повечето случаи при „Сибирците“ заедно с това заболяване има ненормално събиране на липиди в чистата корнея на окото, което води до замъгляване или непрозрачност. Сибирското хъски има склонност към дълбока стромална дистрофия, която включва натрупване на триглицериди. Наблюдава се също ануларна дистрофия във формата на поничковидно замъгляване в периферната корнея. Обикновено се забелязва при възрастни кучета и засяга по-често женските. Зрението рядко се засяга и не съществува ефективно лечение.

#### Прогресивна Ретинална Атрофия (ПРА)
Прогресивната ретинална дистрофия засяга ретината, светлочувствителната вътрешна „подплата“ на задната част на очната ябълка. Сибирските хъскита страдат от уникална форма на ПРА, която се наблюдава само при тази порода и човека. Предизвиква загуба на нощното зрение, следвана от загуба на дневното зрение и евентуално слепота. Нарича се Х-linked PRA, тъй като се предава чрез ХХ хромозома на женската. Женски, които наследят дефектен ген от един родител и нормален от другия, не се разболяват сериозно. Те са носители с много слабо забележими ретинални дефекти и не губят зрението си. Мъжко кученце от женска-носител получава или дефектен, или нормален ген, зависи от това коя хромозома му се падне. Ако е с дефектен ген, кучето е засегнато от ПРА, тъй като мъжките носят хромозом XY. Заболяването при мъжките води до загуба на зрението на възраст още дори около 5 месеца.

### Тазобедрена дисплазия
Тазобедрената дисплазия представлява увреждане на тазобедрената става, при което бедрената кост не приляга добре в гнездото на ставата. Болестта по принцип се развива през първите две години от живота на кучето, като – в зависимост от степента на тежест – води до силни болки, прогресивно окуцяване, възпаление или артрит на засегнатата става. Заболяването засяга кучета и от двата пола, може да се прояви само на едната тазобедрена става или и на двете.
Наследственият механизъм е „полигенен“, т.е. за проявяването на заболяването са виновни няколко „болни“ гена, а в резултат на това е напълно възможно от здрави родители, които са носители на част от гените, да се роди болно поколение. Отделни фактори от околната среда – например прекомерно калорично хранене по време на бързата фаза на растеж на кученцето – могат да доведат до утежняване на вече налична дисплазия. Изследването за тазобедрена дисплазия се извършва посредством рентгенови снимки на тазовата област (кучето се поставя да легне по гръб и задните крайници се наместват в съответна позиция, която най-добре разкрива ставите). Изследване за дисплазия може да бъде направено най-рано на 18-месечна възраст, желателно е кучето да има навършени пълни 2 години.